# Derecho inglés

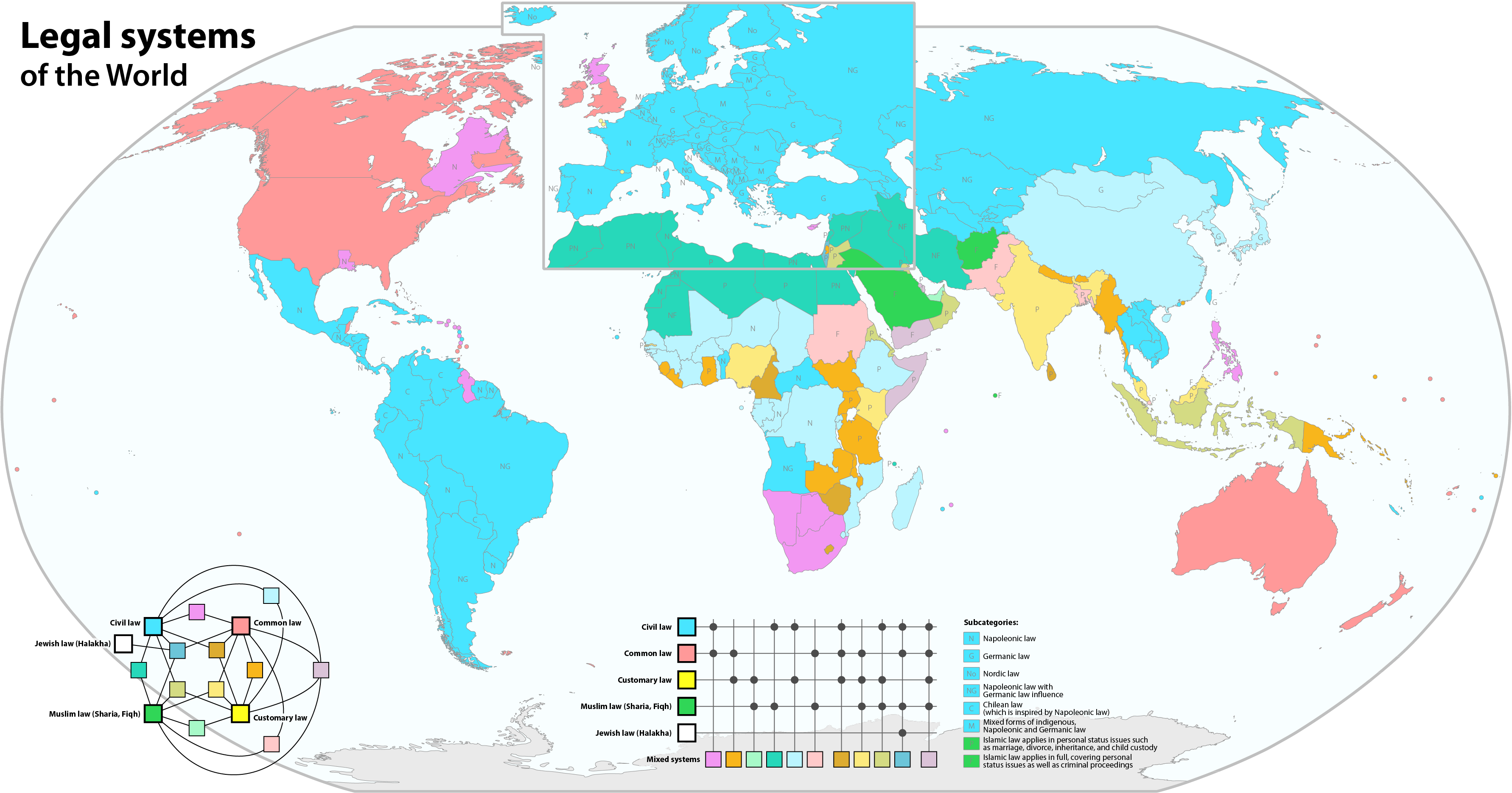
Mapa de los países con sistemas de Derecho anglosajón (en rojo).

El derecho inglés (en inglés, common law), también conocido como derecho anglosajón, derivado del sistema aplicado en la Inglaterra medieval, es aquel utilizado en gran parte de los territorios que tienen influencia británica.
Es el derecho creado por decisiones de los tribunales; en Inglaterra surgieron dos cuerpos de normas diferentes: el common law, y más tarde, el civil law; ambos fueron adoptados como base del derecho de los estados estadounidenses y se caracterizan por el hecho de que se basan más en la jurisprudencia que en las leyes. Es un sistema aplicable en la ciudadanía.

## Distribución geográfica
Sistemas basados en el anglosajón o provenientes de la corriente de este se aplican en Inglaterra, Gales, Irlanda, de manera mixta en Escocia, y gran parte de las antiguas colonias del Reino Unido, incluyendo Estados Unidos, Australia, Nueva Zelanda y Canadá (con la excepción de Quebec, provincia en la cual se emplea el  sistema de derecho continental en el derecho civil y el derecho anglosajón en el derecho penal). En los Estados Unidos está la excepción del estado de Luisiana, el cual, a consecuencia  de su herencia francesa, usa un sistema de derecho continental europeo. En Asia, Hong Kong (como antigua posesión británica) también utiliza un sistema de derecho anglosajón, lo cual está garantizado por su constitución, que asegura que este se mantendrá vigente (pese a que la soberanía ha retornado a China), al igual que en la India, Malasia y Singapur. En África, Sudáfrica emplea igualmente el sistema de derecho anglosajón. En Escocia también se usa un derecho mixto entre continental y anglosajón, aunque en este caso, a diferencia del de Quebec, la diferenciación no se efectúa sobre la base de la rama del derecho que se aplique (penal o civil), sino que prácticamente se trata de un sistema integral y diferenciado, pero desarrollado sobre la base de las influencias de otros sistemas.

## Discusión sobre la denominación
Algunos académicos consideran que el nombre de derecho anglosajón es inadecuado, ya que este indicaría hacia un derecho utilizado por los antiguos anglos y sajones (anglosajones) en la Inglaterra medieval temprana. Sin embargo, el nombre derecho común, traducción literal del término Common Law (su denominación en inglés) lleva a más complicaciones, puesto que se confundiría con el concepto de derecho común usado en el derecho continental, que corresponde a un sistema de derecho empleado como base para otros (y generalmente, sinónimo de derecho civil, así conocido en el sistema del Civil Law). Asimismo, el derecho anglosajón "antiguo" no es muy citado en español, por lo que normalmente se utiliza derecho anglosajón o algunos dicen directamente Common Law.
Debe tomarse nota de que en el idioma inglés existe una discusión similar sobre el término Civil Law, que es la traducción inglesa del derecho continental (europeo).

## Principios básicos
El sistema de derecho anglosajón se basa, sobre todo, en el análisis de las sentencias judiciales dictadas por un tribunal o alguno de sus tribunales superiores (aquellos a los que se pueden apelar las decisiones tomadas por dicho tribunal), y en las interpretaciones que en estas sentencias se dan de las leyes. Por esto, las leyes pueden ser ambiguas en muchos aspectos, ya que se espera que los tribunales las clarifiquen (o estos ya lo han hecho sobre leyes anteriores, pero similares). Este es el motivo por el cual en Estados Unidos aún se enseñan normas de la época colonial inglesa.
Por otro lado, existen interpretaciones judiciales que crean figuras jurídicas nuevas, lo que en un principio era la norma, pero hoy es la excepción. Sin embargo se mantiene la nomenclatura que reconoce como delito estatutario, por ejemplo, al delito creado por la ley. En la actualidad, es mucho más común que las leyes creen figuras completamente nuevas o que estandaricen y fijen las reglas anteriormente establecidas por las sentencias judiciales.
Un detalle muy importante es que, en casos posteriores, la ratio decidendi que significa literalmente en español "razón para decidir" o "razón suficiente" de las sentencias previamente dictadas obligan a un tribunal (y todos los tribunales inferiores a este) a fallar de la misma manera o de forma similar. Por esto el estudio del sistema se basa en el análisis detallado de las sentencias de las cuales se induce la norma, estudio que termina en la elaboración de un "caso típico", el cual se compara con la situación en estudio para ver si es similar o no. En muchas ocasiones se analizan diversas sentencias que contienen el mismo principio, visto desde diversas ópticas, para extraer finalmente la norma que se aplicará al caso en estudio.

### Equity
La equidad identifica un conjunto de principios de derecho adoptados de acuerdo con la equidad seguida en los estados que adoptan el sistema de derecho consuetudinario (common law).
La diferencia se produce no en un orden lógico sino procesal: las acciones y derechos conexos que se derivan del sistema de common law (por ejemplo, la acción por responsabilidad por daños y perjuicios) se denominan de derecho, mientras que los demás derechos y acciones (por ejemplo, la acción de terminación contractual) se denominan patrimonio.
La Séptima Enmienda a la Constitución de los Estados Unidos que establece:

En los juicios de derecho consuetudinario [...] se preservará el derecho de juicio por jurado

se refiere precisamente a acciones de derecho únicamente. Es importante que el jurista continental recuerde esta última bipartición, ya que a menudo se traduce law como "segundo derecho" y equity como "segunda equity"; lo cual en realidad es incorrecto.

### Habeas corpus
El habeas corpus es un tipo de orden dictada por un juez para llevar ante él a un preso, verificar sus condiciones personales y evitar la detención sin elementos concretos de acusación.

### Hue and cry
Un Hue and cry (grito de alarma, alboroto), en los sistemas de derecho consuetudinario (common law), indica un proceso mediante el cual se pide a los transeúntes que ayuden en la captura de un criminal que ha sido visto por testigos en el acto de cometer un delito.

### Stare decisis
Stare decisis indica un principio general de los sistemas según el cual un juez está obligado a cumplir la decisión adoptada en una sentencia anterior, en el caso en que el caso sometido a su conocimiento sea idéntico al ya tratado en el caso decidido en ella. .

### Trust
El Trust (confianza, fideicomiso) es una institución jurídica que sirve para regular una variedad de relaciones jurídicas de carácter patrimonial (aislamiento y protección de activos, administración controlada de activos en algunas materias).

### Writ
El Writ era una orden con la que el Rey ordenaba a un individuo realizar una determinada acción; posteriormente, a partir de Enrique II de Inglaterra, se convirtió en un acto también accesible a los particulares mediante pago, para obtener protección jurídica, expedido por la cancillería real.

## Comparación con el sistema continental
La principal diferencia entre el sistema de derecho continental europeo y el sistema anglosajón radica en la distinta jerarquía existente entre las diversas "fuentes" de esos derechos. El derecho anglosajón es un sistema "jurisprudencial", en tanto la principal fuente del mismo son las sentencias judiciales (el conjunto de las mismas se denomina "jurisprudencia"), las cuales tienen un carácter "vinculante", es decir, son obligatorias para todos los jueces, quienes no pueden apartarse de las decisiones tomadas previamente por otros magistrados. En cambio, el derecho continental, debido a la influencia del derecho romano (que, desde sus comienzos, se preocupó por que las normas jurídicas fueran escritas, a fin de que todos pudieran conocerlas), es un derecho eminentemente "legal", en tanto la principal fuente del mismo es la ley. En el sistema continental, las sentencias emitidas anteriormente por otros jueces no tienen carácter "vinculante" para el resto de los magistrados. Ni siquiera las sentencias emitidas por tribunales de las últimas instancias, como las Cortes Supremas, son obligatorias para los jueces de las instancias inferiores.[cita requerida]
Visto desde el punto de vista de la jurisprudencia (y no de las fuentes del derecho), puede decirse que, mientras en el sistema anglosajón cada fallo de cada juez sienta una base jurisprudencial firme y con rango de norma legal, esto no ocurre en el sistema continental, en el cual poco importa que existan numerosas sentencias concordantes respecto de determinado asunto: ello no implica una obligación para ningún juez de fallar conforme a esa "tendencia" y tan solo complementa a la legislación respecto a la corriente doctrinal sobre determinado asunto, el cual podrá ser citado en el juicio pero no vinculará al juez. En el sistema continental solo las sentencias del Tribunal Supremo sientan precedente jurisprudencial y pueden ser citadas, mientras que las demás sentencias tan solo sientan jurisprudencia. En otras palabras, en el sistema continental, cada juez puede resolver el caso que se le presenta de la forma que considere más conveniente o justa, e incluso puede apartarse de la jurisprudencia mayoritaria (aunque sea seguida por jueces que se encuentran por encima de él y que, eventualmente, deberán conocer en una revisión de sus decisiones), siempre y cuando pueda producir un fallo ajustado a derecho, y con fundamentos que justifiquen esa decisión (de lo contrario, lo más probable es que su sentencia sea dejada sin efecto por el tribunal superior). La única excepción que, dentro del sistema continental, existe para este principio general son los llamados "fallos plenarios", según se explica a continuación. En la mayoría de los países adheridos al sistema continental, existen tribunales que actúan divididos en "cámaras", las que, a su vez, suelen estar compuestas de varias "salas", cada una de las cuales entiende en casos distintos. Puede ocurrir que las diferentes salas de una misma cámara emitan soluciones dispares respecto de una misma cuestión: por ejemplo, que algunas reconozcan un derecho y otras no, a pesar de existir una relativa homogeneidad en las situaciones fácticas planteadas ante ellas. Estas interpretaciones discordantes de las leyes generan una situación de inestabilidad en el sistema, que se conoce como "inseguridad jurídica". A fin de evitar esa situación indeseable, se reúnen todas las salas de la cámara (por ello se dice que la Cámara se reúne "en pleno") y se ponen de acuerdo respecto de una única interpretación para determinada norma. Esta decisión se denomina "fallo plenario", y tiene carácter vinculante, por lo cual, debe ser seguida por todos los jueces de esa cámara, así como por los jueces inferiores que actúan dentro de su órbita. Los fallos plenarios (con las distintas variantes que puedan presentar en los diferentes Estados) son el único caso, dentro del ámbito del sistema continental europeo, en que los precedentes judiciales resultan obligatorios para los jueces, exigiéndose como único requisito para tal condición el que la sentencia o acuerdo plenario así lo disponga expresamente, caso contrario solo tendrá calidad de "doctrina legal" no vinculante.

## Situación actual del Derecho anglosajón
En la actualidad, la diferencia señalada entre ambos sistemas es cada vez menor, pues se verifica en el Derecho anglosajón una fuerte tendencia hacia la "codificación" de las reglas jurídicas, esto es, una creciente producción de normas escritas, que van desplazando paulatinamente los antiguos precedentes judiciales y los van reemplazando por normas escritas. Este fenómeno es posible gracias a la enorme flexibilidad que caracteriza al Derecho anglosajón, a diferencia de lo que ocurre con el sistema continental, en el que la existencia de códigos y normas escritas le ha impreso un carácter más "rígido". La mencionada flexibilidad del Derecho anglosajón puede comprobarse en la circunstancia de que el mismo comenzó siendo un sistema de derecho consuetudinario o costumbrista, en el que la principal fuente de derecho eran las costumbres, que se conocían como "derecho común" ("common law"). Posteriormente, y debido a la actuación de los tribunales judiciales, evolucionó hasta que los precedentes se encumbraron como la principal fuente de derecho, y el sistema pasó a convertirse en uno de "derecho jurisprudencial". Queda por ver, ahora, si la mencionada tendencia hacia la codificación que modernamente se verifica en los Estados enrolados en el sistema anglosajón, no termina por convertirlo, también, en un sistema "legalista", como es el continental.
1. Judicial Precedent o Case Law: similar a lo que nosotros llamamos jurisprudencia.
2. Legislation o Statutory Law: las leyes, que pueden ser leyes parlamentarias (Act of Parliament) y disposiciones de tipo reglamentario y la legislación delegada (Delegated legislation) emanada del gobierno central o local, como las órdenes ministeriales (ministerial orders) y las ordenanzas municipales (local by-laws).
3. Custom: la costumbre, como los usos mercantiles (law merchant)
4. Books of authority: la doctrina.

## Intentos de recopilación exhaustiva decommon lawde Coke y Blackstone
El primer intento de recopilación exhaustiva de siglos de Derecho consuetudinario fue obra de Lord Chief Justice Edward Coke, en su tratado Institutes of the Lawes of England, en el siglo XVII.
El siguiente tratado histórico definitivo sobre la common law es Commentaries on the Laws of England, escrito por Sir William Blackstone y publicado por primera vez entre 1765 y 1769. 

## Otros sistemas alternativos
Además del derecho anglosajón y el derecho romano, existen otros sistemas en el mundo.
El antiguo bloque soviético y otros países socialistas utilizaban un sistema de derecho socialista, aunque existe controversia sobre si el derecho socialista constituyó alguna vez un sistema jurídico independiente o no.
Gran parte del mundo musulmán utiliza sistemas jurídicos basados en la Sharía (también llamada ley islámica).
Muchas iglesias utilizan un sistema de derecho canónico. El derecho canónico de la Iglesia católica influyó en el derecho anglosajón durante la época medieval al preservar doctrinas del derecho romano como la presunción de inocencia.